# Leroy Smart
Pour les articles homonymes, voir Smart (homonymie).
Surnommé The Don, Leroy Smart est une figure centrale de la scène musicale jamaïcaine, né à Kingston (Jamaïque) en 1952. 

## Biographie
Considéré comme un précurseur du Dancehall, à l'aube des années 1980, il apparaît comme un badman gentleman, mélange de rude boy élevé à la rude et de lover à la classe imparable. En cela, son style rappelle celui de Gregory Isaacs ou de Cornell Campbell. 
Orphelin à deux ans, formé à l'Alpha Boys Catholic School de Kingston (aux côtés de Leroy "Horsemouth" Wallace, Don Drummond et Johnny "Dizzy" Moore pour ne citer qu'eux), Leroy Smart suit l'apprentissage de Lennie Hibbert. À l'Alpha School, il apprend le chant, la batterie et la danse.
Son premier single, It Pains Me, sort en 1969. Il se fait connaître peu après avec Shame & Pride (originellement appelé Pride & Ambition) en 1970, fruit de la collaboration avec le producteur Gussie Clarke et signe son premier hit en 1973 avec Mother Liza. 
Il entame alors une longue et prolifique collaboration avec Bunny Lee avant de devenir lui-même producteur, en 1978. Auteur de 35 albums, il connut le succès à de multiples reprises, par exemple avec son tube Ballistic Affair. 
Toujours actif, en studio comme sur scène, il reçoit régulièrement l'hommage de ses pairs et de ses fans, comme en témoignent les rééditions de ses œuvres. Le label Makasound vient notamment de ressortir un de ses plus beaux albums, Dread hot in Africa, inédit de 1977.

## Discographie
- Ballistic Affair (1977) Conflict/Channel One (aka The Very Best of Leroy Smart)
- Dread Hot In Africa (1977) Burning Sounds
- Impressions of Leroy Smart (1977) Burning Sounds
- Superstar (1977) Third World/Jackpot
- In London Clinker (1978) Attack
- Jah Loves Everyone (1978) Burning Sounds
- Propaganda (1978) Burning Rockers/Burning Sounds
- Let Everyman Survive (1979) GG's
- Showcase Rub A Dub (1979) GG's
- Disco Showcase (1979) Gussie
- Harder Than The Rest (197?) Tad's
- Reggae Showcase Vol 1 (197?) Imperial
- Too Much Grudgefulness (1981) Jah Life
- She Just a Draw Card (1982) Worldwide Success
- On Top (1983) Live & Learn
- She Love It In The Morning (1983) GG's
- Style and Fashion (1983) Nura
- Exclusive (1984) Dynamite
- Live Up Roots Children (1984) Sunset
- Rockers Award Winners (1985) Greensleeves (with Sugar Minott)
- Back To Back (1985) Volcano (with Junior Reid)
- Bank Account (1985) Powerhouse
- Showcase (1985) Fatman
- We Rule Everytime (1985) Jammy's
- Face To Face Clash (1985) Sunset (with Junior Reid)
- Prophecy a Go Hold Dem (1986) Jah Life/WWS
- Music in the Dancehall (198?), Zion Music Workshop
- Musical Don (1988) Skengdon
- Don of Class (1988) WWS
- Talk About Friends (1993)
- Let Everyman Survive (1993), Jamaican Gold
- Everytime! (1994), RAS
- Leroy Smart Meets Sister Levi (2003), Budgie Entertainments
- Mr. Smart in Dub (2005), Jamaican Recordings
- Private Message (2005), Grapevine